# Гирбовец (Караш-Северін)
Гирбовец (рум. Gârbovăț) — село у повіті Караш-Северін в Румунії. Входить до складу комуни Бенія.
Село розташоване на відстані 326 км на захід від Бухареста, 48 км на південь від Решиці, 116 км на південний схід від Тімішоари.

## Населення
За даними перепису населення 2002 року у селі проживала 701 особа.
Національний склад населення села:
| Національність | Кількість осіб | Відсоток |
| -------------- | -------------- | -------- |
| румуни         | 678            | 96,7%    |
| цигани         | 19             | 2,7%     |

Рідною мовою назвали:
| Мова      | Кількість осіб | Відсоток |
| --------- | -------------- | -------- |
| румунська | 679            | 96,9%    |
| циганська | 19             | 2,7%     |